# Christian Henrik af Brandenburg-Kulmbach
Christian Henrik af Brandenburg-Bayreuth (også af Brandenburg-Kulmbach) (tysk: Christian Heinrich) (29. juli 1661 – 5. april 1708), var en tysk rigsfyrste af den gamle Hohenzollern-familie. Han bar titlen markgreve af Brandenburg, men kom aldrig til at regere som sådan.
Han var far til Dronning Sophie Magdalene af Danmark og Norge.

## Biografi
Christian Heinrich var søn af Georg Albrecht af Brandenburg-Kulmbach og Marie Elisabeth af Slesvig-Holsten-Sønderborg-Glücksborg. 
Markgreven giftede sig den 14. august 1687 med grevinde Sophie Christiane af Wolfstein på Obersulzburg slot, de fik sidenhen 14 børn.
- Georg Friedrich Karl (30. juni 1688 – 17. maj 1735), markgreve af Brandenburg-Bayreuth 1726-1735

- Albrecht Wolfgang (8. december 1689 – 29. juni 1734), døde i kamp nær Parma

- Dorothea Charlotte (15. marts 1691 – 18. marts 1712), gifter sig den 7. august 1711 med grev Karl Ludwig af Hohenlohe-Weikersheim

- Friedrich Emanuel (13. februar 1692 – 13. januar 1693)

- Christiane Henriette (29. august 1693 – 19. maj 1695)

- Friedrich Wilhelm (12. januar 1695 – 13. maj 1695)

- Christiane (født og død, 31. oktober 1698)

- Christian August (14. juli 1699 – 29. juli 1700)

- Sophie Magdalene (28. november 1700 – 27. maj 1770); gifter sig den 7. august 1721 med kronprins Christian (6.) af Danmark

- Christine Wilhelmine (17. juni 1702 – 19. marts 1704)

- Friedrich Ernst (15. december 1703 – 23. juni 1762), statholder i Slesvig-Holsten 1731-1762, gifter sig den 26. december 1731 med prinsesse Christine Sophie af Braunschweig-Bevern. De fik ingen børn.

- Marie Eleonore (28. december 1704 – 4. juni 1705)

- Sophie Caroline (31, marts 1705 – 7. juni 1764), gifter sig den 8. december 1723 med fyrst Georg Albrecht af Ostfriesland. Hun dør i Danmark, på Sorgenfri slot.

- Friedrich Christian (17. juli 1708 – 20. januar 1769), markgreve af Brandenburg-Bayreuth 1763-1769